# Liste des résolutions du Conseil de sécurité des Nations unies sur la Géorgie
Cet article dresse une liste des résolutions du Conseil de sécurité des Nations unies concernant le Géorgie.

## Géorgie
(en géorgien : საქართველო, translittéré en Saqartvelo ou Sakartvelo)
- Résolution 763 : nouveau membre : Georgie (adoptée le 6 juillet 1992).
- Résolution 849 : Abkhazie, Géorgie (adoptée le 9 juillet 1993).
- Résolution 854 : Abkhazie, Géorgie (adoptée le 6 août 1993).
- Résolution 858 : Abkhazie, Géorgie (adoptée le 24 août 1993).
- Résolution 876 : Abkhazie, Géorgie (adoptée le 19 octobre 1993).
- Résolution 881 : Abkhazie, Géorgie (adoptée le 4 novembre 1993).
- Résolution 896 : possibilité de l'établissement d'une force de maintien de la paix en Abkhazie (république de Géorgie) et sur le règlement politique du conflit en Abkhazie.
- Résolution 901 : extension du mandat de la mission des observateurs de l'ONU en Géorgie.
- Résolution 906 : extension du mandat de la mission d'observation des Nations unies en Géorgie et du règlement politique en Abkhazie Géorgie.
- Résolution 934 : situation en Géorgie (prorogation MONUG).
- Résolution 937 : situation en Géorgie (établissement prorogation MONUG)
- Résolution 971 : la situation en Abkhazie (Géorgie) (prorogation de la MONUG jusqu’au 12 mai 1995).
- Résolution 993 : la situation en Géorgie (prorogation MONUG jusqu’au 12 janvier 1996)
- Résolution 1036 : la situation en Abkhazie (Géorgie)
- Résolution 1065 : la situation en Géorgie
- Résolution 1096 : situation en Géorgie
- Résolution 1124 : situation en Géorgie
- Résolution 1150 : la situation en Géorgie.
- Résolution 1187 : la situation en Géorgie.
- Résolution 1225 : la situation en Géorgie
- Résolution 1255 : la situation en Géorgie
- Résolution 1287 : situation en Géorgie.
- Résolution 1311 : situation en Géorgie.
- Résolution 1339 : la situation en Géorgie.
- Résolution 1364 : la situation en Géorgie.
- Résolution 1393 : la situation en Géorgie.
- Résolution 1427 : la situation en Géorgie.
- Résolution 1462 : la situation en Géorgie.
- Résolution 1494 : la situation en Géorgie.
- Résolution 1524 : la situation en Géorgie.
- Résolution 1554 : la situation en Géorgie.
- Résolution 1582 : la situation en Géorgie.
- Résolution 1615 : la situation en Géorgie.
- Résolution 1656 : la situation en Géorgie.
- Résolution 1666 : la situation en Géorgie.
- Résolution 1716 : la situation en Géorgie.
- Résolution 1752 : la situation en Géorgie.
- Résolution 1781 : la situation en Géorgie.
- Résolution 1808 : la situation en Géorgie.
- Résolution 1839 : la situation en Géorgie.
- Résolution 1866 : la situation en Géorgie.